# World Boxing Super Series
Die World Boxing Super Series (kurz WBSS) ist ein Boxturnier, das von Promoter Kalle Sauerland ins Leben gerufen wurde. Organisiert wird es von der Comosa AG.
Die Sieger des Turnieres erhalten neben einem hohen Preisgeld die von dem italienischen Bildhauer Silvio Gazzaniga geschaffene Muhammad Ali Trophy, welche nach dem Boxer Muhammad Ali benannt ist; Alis Tochter Laila Ali gab dazu ihr Einverständnis. Gazzaniga entwarf unter anderem im Jahr 1971 den FIFA-WM-Pokal, der seit dem Jahr 1974 an den Fußballweltmeister überreicht wird.
Bei diesem Turnier, das eine Neugestaltung im Boxsport initiieren soll, treten pro Gewichtsklasse jeweils acht Boxer im K.-o.-System gegeneinander an. Rückkämpfe gibt es nicht, die Verlierer scheiden aus. Die Kämpfe finden auf globaler Ebene an verschiedenen Orten statt. Wie üblich im Profiboxen, sind sie auf 12 Runden à 3 Minuten angesetzt.
Anders als beim Super-Six-Turnier, das von Oktober 2009 bis Dezember 2011 stattfand und aus dem der US-Amerikaner Andre Ward als Sieger hervorging, gibt es eine Gruppe von Boxern, die permanent als Ersatz – sogar auf unerwartete Ausfälle am Kampfabend – bereitstehen, um einzuspringen. Damit war in Staffel 1 gewährleistet, dass es in den beiden Gewichtsklassen im Mai 2018 jeweils einen Sieger geben wird. Dieses Konzept konnte jedoch nicht ganz umgesetzt werden – während der Finalkampf im Cruisergewicht auf Juli 2018 verschoben wurde, fand der Finalkampf im Supermittelgewicht Ende September 2018 statt.
Die erste Staffel 2017/18 wurde in zwei, die zweite 2018/19 in drei Gewichtsklassen ausgetragen.

## Staffel 1 (2017–2018)
In Staffel 1 waren folgende Gewichtsklassen vertreten: Cruisergewicht, Supermittelgewicht.

### Teilnehmer im Cruisergewicht
| Yunier Dorticos      | 21 Kämpfe, 21 Siege (20 K.-o.-Siege), 0 Unentschieden, 0 Niederlagen  | WBA (regulär) |
| Mairis Briedis       | 22 Kämpfe, 22 Siege (18 K.-o.-Siege), 0 Unentschieden, 0 Niederlagen  | WBC           |
| Murat Gassijew       | 24 Kämpfe, 24 Siege (17 K.-o.-Siege), 0 Unentschieden, 0 Niederlagen  | IBF           |
| Oleksandr Ussyk      | 12 Kämpfe, 12 Siege, (10 K.-o.-Siege), 0 Unentschieden, 0 Niederlagen | WBO           |
| Marco Huck           | 45 Kämpfe, 40 Siege (27 K.-o.-Siege), 1 Unentschieden, 4 Niederlagen  |               |
| Mike Perez           | 25 Kämpfe, 22 Siege (14 K.-o.-Siege), 1 Unentschieden, 2 Niederlagen  |               |
| Krzysztof Włodarczyk | 57 Kämpfe, 53 Siege (37 K.-o.-Siege), 1 Unentschieden, 3 Niederlagen  |               |
| Dmitry Kudrjaschow   | 22 Kämpfe, 21 Siege (21 K.-o.-Siege), 0 Unentschieden, 1 Niederlagen  |               |
| Ersatzboxer          |                                                                       |               |
| Krzysztof Głowacki   | 28 Kämpfe, 27 Siege (17 K.-o.-Siege), 0 Unentschieden, 1 Niederlagen  |               |
| Noel Gevor           | 23 Kämpfe, 22 Siege (10 K.-o.-Siege), 0 Unentschieden, 1 Niederlagen  |               |
| Mateusz Masternak    | 43 Kämpfe, 39 Siege (26 K.-o.-Siege), 0 Unentschieden, 4 Niederlagen  |               |

### Kampfpaarungen im Cruisergewicht und Details der Kämpfe
|  | Viertelfinale        | Viertelfinale                              |                 |                                            | Halbfinale | Halbfinale |  |  | Finale | Finale |
|  |                      |                                            |                 |                                            |            |            |  |  |        |        |
|  | Oleksandr Ussyk      | Sieger durch T.K.o. in Runde 10            |                 |                                            |            |            |  |  |        |        |
|  | Marco Huck           |                                            |                 |                                            |            |            |  |  |        |        |
|  | Oleksandr Ussyk      | Sieger durch Mehrheitsentscheidung         |                 |                                            |            |            |  |  |        |        |
|  | Oleksandr Ussyk      | Sieger durch Mehrheitsentscheidung         |                 |                                            |            |            |  |  |        |        |
|  |                      | Mairis Briedis                             |                 |                                            |            |            |  |  |        |        |
|  | Mairis Briedis       | Sieger durch einstimmige Punktentscheidung |                 |                                            |            |            |  |  |        |        |
|  | Mairis Briedis       | Sieger durch einstimmige Punktentscheidung |                 |                                            |            |            |  |  |        |        |
|  | Mike Perez           |                                            |                 |                                            |            |            |  |  |        |        |
|  |                      |                                            | Oleksandr Ussyk | Sieger durch einstimmige Punktentscheidung |            |            |  |  |        |        |
|  |                      | Murat Gassijew                             |                 |                                            |            |            |  |  |        |        |
|  | Murat Gassijew       | Sieger durch K. o. in Runde 3              |                 |                                            |            |            |  |  |        |        |
|  | Krzysztof Włodarczyk |                                            |                 |                                            |            |            |  |  |        |        |
|  | Murat Gassijew       | Sieger durch T.K.o. in Runde 12            |                 |                                            |            |            |  |  |        |        |
|  | Murat Gassijew       | Sieger durch T.K.o. in Runde 12            |                 |                                            |            |            |  |  |        |        |
|  |                      | Yunier Dorticos                            |                 |                                            |            |            |  |  |        |        |
|  | Yunier Dorticos      | Sieger durch T.K.o. in Runde 2             |                 |                                            |            |            |  |  |        |        |
|  | Yunier Dorticos      | Sieger durch T.K.o. in Runde 2             |                 |                                            |            |            |  |  |        |        |
|  | Dmitri Kudrjaschow   |                                            |                 |                                            |            |            |  |  |        |        |

Der Eröffnungskampf des WBSS-Turnieres fand am 9. September 2017 in der Max-Schmeling-Halle in Berlin zwischen Marco Huck und Oleksandr Ussyk statt. Ussyk siegte durch technischen K. o. in der 10. Runde.
Im zweiten Viertelfinale standen sich am 23. September 2017 Yunier Dorticos und Dmitri Kudrjaschow im Alamodome in der US-amerikanischen Stadt San Antonio gegenüber. Kudrjaschow ging bereits in Runde 2 nach einer harten rechten Hand schwer k.o.
In der lettischen Hauptstadt Riga fand in der Arena Riga am 30. September 2017 zwischen Mairis Briedis und Mike Perez das dritte Viertelfinale statt. Briedis siegte einstimmig nach Punkten. Beide Boxer erhielten jeweils einen Punktabzug.
Am 21. Oktober 2017 trat Murat Gassijew gegen Krzysztof Włodarczyk im Prudential Center in Newark, der größten Stadt des US-Bundesstaates New Jersey an und siegte durch klassischen K. o. in der 3. Runde. Dieser Kampf war das letzte Viertelfinale im Cruisergewicht.
Ussyk stand als erster Finalist fest. In der Arena Riga in Riga siegte der ukrainische Rechtsausleger am 27. Januar 2018 durch Mehrheitsentscheidung. Zwei Punktrichter werteten jeweils 115:113 für Ussyk, während beim dritten ein 114:114 auf dem Punktzettel stand. Dieses Resultat war aufgrund der vergleichsweise hohen K. o.-Quote beider Boxer durchaus überraschend. Briedis gelang es, stark loszulegen; er wirkte in den ersten sechs Runden kampfbestimmender. Ussyk startete in der zweiten Kampfhälfte eine Aufholjagd; er schlug mehr, traf mehr, beschäftigte Briedis mit seinem enorm starken Jab und konnte den Letten somit in die Enge treiben.
In der Multifunktionsarena Bolschoi-Eispalast im russischen Sotschi wurde am 3. Februar 2018 der zweite und letzte Kampf um den Finaleinzug zwischen Gassiev und Dorticos abgehalten. Der als Favorit in den Fight gegangene Gassiev wurde seiner Rolle gerecht. Er landete die klareren Treffer, war boxerisch überlegener und hatte eine zu gute Doppeldeckung, an der Dorticos nicht vorbeikam. In Runde 11 war Dorticos nach einem Treffer angeschlagen. Der Knockout kam in der nächsten und letzten Runde. Gassiev schickte Dorticos zunächst zweimal zu Boden, bevor der Kampf nach dem dritten Niederschlag abgebrochen wurde.
Der Finalkampf wurde im Moskauer Olympiastadion am 21. Juli 2018 zwischen Ussyk und Gassiev ausgetragen. Mit einer laut Medien „Meisterleistung“ gewann Ussyk einstimmig und hoch nach Punkten (120:108, 119:109, 119:109). Gassiev konnte zwar einige Wirkungstreffer landen, Ussyk war aber variabler und traf häufiger, zum Ende hin auch mit Schlagkombinationen. Ussyk holte sich damit auch den Weltmeistergürtel aller großen Verbände.

### Teilnehmer im Supermittelgewicht
| George Groves      | 29 Kämpfe, 26 Siege (19 K.-o.-Siege), 0 Unentschieden, 3 Niederlagen, | WBA (super) |
| Rob Brant          | 22 Kämpfe, 22 Siege (15 K.-o.-Siege), 0 Unentschieden, 0 Niederlagen  |             |
| Jamie Cox          | 23 Kämpfe, 23 Siege (13 K.-o.-Siege), 0 Unentschieden, 0 Niederlagen  |             |
| Jürgen Brähmer     | 51 Kämpfe, 48 Siege, (35 K.-o.-Siege), 0 Unentschieden, 3 Niederlagen |             |
| Chris Eubank       | 26 Kämpfe, 25 Siege (19 K.-o.-Siege), 0 Unentschieden, 1 Niederlagen  |             |
| Erik Skoglund      | 26 Kämpfe, 26 Siege (12 K.-o.-Siege), 0 Unentschieden, 0 Niederlagen  |             |
| Avni Yıldırım      | 16 Kämpfe, 16 Siege (10 K.-o.-Siege), 0 Unentschieden, 0 Niederlagen  |             |
| Callum Smith       | 22 Kämpfe, 22 Siege (17 K.-o.-Siege), 0 Unentschieden, 0 Niederlagen  |             |
| Ersatzboxer        |                                                                       |             |
| Vincent Feigenbutz | 28 Kämpfe, 26 Siege (23 K.-o.-Siege), 0 Unentschieden, 2 Niederlagen  |             |
| Stefan Härtel      | 14 Kämpfe, 14 Siege (1 K.-o.-Siege), 0 Unentschieden, 0 Niederlagen   |             |
| Nieky Holzken      | 13 Kämpfe, 13 Siege (10 K.-o.-Siege), 0 Unentschieden, 0 Niederlagen  |             |
| Zach Parker        | 14 Kämpfe, 14 Siege (10 K.-o.-Siege), 0 Unentschieden, 0 Niederlagen  |             |

### Kampfpaarungen im Supermittelgewicht und Details der Kämpfe
|  | Viertelfinale  | Viertelfinale                              |                               |  | Halbfinale | Halbfinale |  |  | Finale | Finale |
|  |                |                                            |                               |  |            |            |  |  |        |        |
|  | George Groves  | Sieger durch K. o. in Runde 4              |                               |  |            |            |  |  |        |        |
|  | Jamie Cox      |                                            |                               |  |            |            |  |  |        |        |
|  | George Groves  | Sieger durch einstimmige Punktentscheidung |                               |  |            |            |  |  |        |        |
|  | George Groves  | Sieger durch einstimmige Punktentscheidung |                               |  |            |            |  |  |        |        |
|  |                | Chris Eubank                               |                               |  |            |            |  |  |        |        |
|  | Chris Eubank   | Sieger durch K. o. in Runde 3              |                               |  |            |            |  |  |        |        |
|  | Chris Eubank   | Sieger durch K. o. in Runde 3              |                               |  |            |            |  |  |        |        |
|  | Avni Yıldırım  |                                            |                               |  |            |            |  |  |        |        |
|  |                |                                            | George Groves                 |  |            |            |  |  |        |        |
|  |                | Callum Smith                               | Sieger durch K. o. in Runde 7 |  |            |            |  |  |        |        |
|  | Callum Smith   | Sieger durch einstimmige Punktentscheidung |                               |  |            |            |  |  |        |        |
|  | Erik Skoglund  |                                            |                               |  |            |            |  |  |        |        |
|  | Callum Smith   | Sieger durch einstimmige Punktentscheidung |                               |  |            |            |  |  |        |        |
|  | Callum Smith   | Sieger durch einstimmige Punktentscheidung |                               |  |            |            |  |  |        |        |
|  |                | Nieky Holzken                              |                               |  |            |            |  |  |        |        |
|  | Jürgen Brähmer | Sieger durch einstimmige Punktentscheidung |                               |  |            |            |  |  |        |        |
|  | Jürgen Brähmer | Sieger durch einstimmige Punktentscheidung |                               |  |            |            |  |  |        |        |
|  | Rob Brant      |                                            |                               |  |            |            |  |  |        |        |

Der erste Kampf des WBSS-Turnieres im Supermittelgewicht fand am 16. September 2017 in der Echo Arena in Liverpool zwischen Callum Smith und Erik Skoglund statt. Smith siegte durch einstimmigen Beschluss. Skoglund ging in Runde 11 zum ersten Mal in seiner Karriere zu Boden.
Zum ersten Mal in seiner Karriere zu Boden ging auch Avni Yıldırım im zweiten Viertelfinalkampf gegen Chris Eubank in der Hanns-Martin-Schleyer-Halle in Stuttgart am 7. Oktober 2017 bereits in der 1. Runde nach einem rechten Uppercut. Eubank, der bei allen Buchmachern und nahezu allen Experten als klarer Favorit in den Fight ging, wurde seiner Rolle gerecht, als er Yıldırım mit einem brachialen linken Haken bereits in Runde 3 ausknockte. Der Referee brach den Kampf sofort ab.
George Groves und Jamie Cox trafen im dritten Viertelfinale in der Wembley Arena in London am 14. Oktober 2017 aufeinander. Groves ging als klarer Favorit in das Duell und gewann in Runde 4 mit einem Körperhaken durch klassischen Knockout.
Im letzten Viertelfinalkampf gewann Jürgen Brähmer gegen Rob Brant in der Schweriner Sport- und Kongresshalle am 27. Oktober 2017 einstimmig nach Punkten.
Im ersten Halbfinale standen sich am 17. Februar 2018 der bei Sauerland unter Vertrag stehende Groves und Eubank in der Manchester Arena gegenüber. Die Buchmacher sahen Eubank als klaren Favoriten. Jedoch sah man einen anderen Groves als erwartet, der sich vor allem konditionell verbessert zeigte. Mit einer starken taktischen sowie technischen Leistung bezwang Groves trotz ausgekugelter Schulter Eubank durch einstimmige Punktrichterentscheidung. Entscheidend für diesen Sieg war Groves’ Führhand, mit der er Eubank beherrschen und die entscheidenden Aktionen setzen konnte.
Im zweiten Halbfinale ersetzte der Niederländer Nieky Holzken den an einem grippalen Infekt erkrankten Jürgen Brähmer und trat somit gegen Callum Smith an. Der Kampf fand in der Arena Nürnberger Versicherung in Nürnberg am  24. Februar 2018 statt. Holzken (ehemaliger Muay-Thai-Kämpfer und Kickboxer) verkaufte sich besser als von den meisten Experten erwartet, er ging fast permanent mit einer starken Deckung nach vorne, um sich dort einzuschalten und klare Treffer zu erzielen, was ihm auch das eine oder andere Mal gelang. Jedoch reichte es nicht zum Sieg. Smith gewann erwartungsgemäß deutlich, er siegte durch einstimmige Punktrichterentscheidung. Holzken bewies herausragende Nehmerqualitäten und überstand den Kampf ohne Niederschlag.
Unvermutet fand das Finale zwischen den beiden Briten Groves und Smith im King Abdullah Sports City Stadium, Dschidda, Saudi-Arabien, am 28. September 2018 statt. Smith gewann durch klassischen K.o. in der 7. Runde und somit die Ali Trophy im Supermittelgewicht.

## Staffel 2 (2018–2019)
In Staffel 2 sind folgende Gewichtsklassen vertreten: Cruisergewicht, Halbweltergewicht, Bantamgewicht.

### Teilnehmer im Cruisergewicht
| Teilnehmer         | Kampfbilanz                                                           | Weltmeistertitel |
| ------------------ | --------------------------------------------------------------------- | ---------------- |
| Yunier Dorticos    | 23 Kämpfe, 22 Siege (21 K.-o.-Siege), 0 Unentschieden, 1 Niederlagen  |                  |
| Mairis Briedis     | 25 Kämpfe, 24 Siege (18 K.-o.-Siege), 0 Unentschieden, 1 Niederlagen  |                  |
| Mateusz Masternak  | 45 Kämpfe, 41. Siege (28 K.-o.-Siege), 0 Unentschieden, 4 Niederlagen |                  |
| Noel Gevor         | 24 Kämpfe, 23 Siege, (10 K.-o.-Siege), 0 Unentschieden, 1 Niederlagen |                  |
| Krzysztof Głowacki | 31 Kämpfe, 30 Siege (19 K.-o.-Siege), 0 Unentschieden, 1 Niederlagen  |                  |
| Maxim Vlasov       | 44 Kämpfe, 42 Siege (25 K.-o.-Siege), 0 Unentschieden, 2 Niederlagen  |                  |
| Ruslan Faifer      | 23 Kämpfe, 23 Siege (16 K.-o.-Siege), 0 Unentschieden, 0 Niederlagen  |                  |
| Andrew Tabiti      | 16 Kämpfe, 16 Siege (13 K.-o.-Siege), 0 Unentschieden, 0 Niederlagen  |                  |

### Kampfpaarungen im Cruisergewicht und Details der Kämpfe
|  | Viertelfinale      | Viertelfinale                              |  |  | Halbfinale | Halbfinale |  |  | Finale | Finale |
|  |                    |                                            |  |  |            |            |  |  |        |        |
|  | Yunier Dorticos    | Sieger durch einstimmige Punktentscheidung |  |  |            |            |  |  |        |        |
|  | Mateusz Masternak  |                                            |  |  |            |            |  |  |        |        |
|  | Yunier Dorticos    |                                            |  |  |            |            |  |  |        |        |
|  |                    |                                            |  |  |            |            |  |  |        |        |
|  |                    | Andrew Tabiti                              |  |  |            |            |  |  |        |        |
|  | Ruslan Faifer      |                                            |  |  |            |            |  |  |        |        |
|  |                    |                                            |  |  |            |            |  |  |        |        |
|  | Andrew Tabiti      | Sieger durch einstimmige Punktentscheidung |  |  |            |            |  |  |        |        |
|  |                    |                                            |  |  |            |            |  |  |        |        |
|  |                    |                                            |  |  |            |            |  |  |        |        |
|  | Krzysztof Głowacki | Sieger durch einstimmige Punktentscheidung |  |  |            |            |  |  |        |        |
|  | Maxim Vlasov       |                                            |  |  |            |            |  |  |        |        |
|  | Mairis Briedis     |                                            |  |  |            |            |  |  |        |        |
|  |                    |                                            |  |  |            |            |  |  |        |        |
|  |                    | Krzysztof Głowacki                         |  |  |            |            |  |  |        |        |
|  | Mairis Briedis     | Sieger durch einstimmige Punktentscheidung |  |  |            |            |  |  |        |        |
|  | Mairis Briedis     | Sieger durch einstimmige Punktentscheidung |  |  |            |            |  |  |        |        |
|  | Noel Gevor         |                                            |  |  |            |            |  |  |        |        |

| Viertelfinals                         | Viertelfinals     | Viertelfinals                                     | Viertelfinals      |
| Kampf                                 | Datum             | Ort                                               | Sieger             |
| ------------------------------------- | ----------------- | ------------------------------------------------- | ------------------ |
| Ruslan Faifer vs. Andrew Tabiti       | 13. Oktober 2018  | Expo, Jekaterinburg, Russland                     | Andrew Tabiti      |
| Yunier Dorticos vs. Mateusz Masternak | 20. Oktober 2018  | CFE Arena, Orlando, Vereinigte Staaten            | Yunier Dorticos    |
| Krzysztof Głowacki vs. Maxim Vlasov   | 10. November 2018 | Credit Union 1 Arena, Chicago, Vereinigte Staaten | Krzysztof Głowacki |
| Mairis Briedis vs. Noel Gevor         | 10. November 2018 | Credit Union 1 Arena, Chicago, Vereinigte Staaten | Mairis Briedis     |

### Teilnehmer im Halbweltergewicht
| Teilnehmer         | Kampfbilanz                                                           | Weltmeistertitel |
| ------------------ | --------------------------------------------------------------------- | ---------------- |
| Kiril Relich       | 24 Kämpfe, 22 Siege (19 K.-o.-Siege), 0 Unentschieden, 2 Niederlagen, | WBA (regulär)    |
| Iwan Barantschyk   | 18 Kämpfe, 18 Siege (11 K.-o.-Siege), 1 Unentschieden, 0 Niederlagen  |                  |
| Anthony Yigit      | 22 Kämpfe, 21 Siege (7 K.-o.-Siege), 0 Unentschieden, 0 Niederlagen   |                  |
| Josh Taylor        | 13 Kämpfe, 13 Siege, (11 K.-o.-Siege), 0 Unentschieden, 0 Niederlagen |                  |
| Eduard Trojanowski | 28 Kämpfe, 27 Siege (24 K.-o.-Siege), 0 Unentschieden, 1 Niederlagen  |                  |
| Regis Prograis     | 22 Kämpfe, 22 Siege (19 K.-o.-Siege), 0 Unentschieden, 0 Niederlagen  |                  |
| Terry Flanagan     | 34 Kämpfe, 33 Siege (13 K.-o.-Siege), 0 Unentschieden, 1 Niederlagen  |                  |
| Ryan Martin        | 22 Kämpfe, 22 Siege (12 K.-o.-Siege), 0 Unentschieden, 0 Niederlagen  |                  |

### Kampfpaarungen im Halbweltergewicht und Details der Kämpfe
|  | Viertelfinale      | Viertelfinale                              |                                    |  | Halbfinale | Halbfinale |  |  | Finale | Finale |
|  |                    |                                            |                                    |  |            |            |  |  |        |        |
|  | Regis Prograis     | Sieger durch einstimmige Punktentscheidung |                                    |  |            |            |  |  |        |        |
|  | Terry Flanagan     |                                            |                                    |  |            |            |  |  |        |        |
|  | Regis Prograis     | Sieger durch T.K.o. in Runde 6             |                                    |  |            |            |  |  |        |        |
|  | Regis Prograis     | Sieger durch T.K.o. in Runde 6             |                                    |  |            |            |  |  |        |        |
|  |                    | Kiril Relich                               |                                    |  |            |            |  |  |        |        |
|  | Kiril Relich       | Sieger durch einstimmige Punktentscheidung |                                    |  |            |            |  |  |        |        |
|  | Kiril Relich       | Sieger durch einstimmige Punktentscheidung |                                    |  |            |            |  |  |        |        |
|  | Eduard Trojanowski |                                            |                                    |  |            |            |  |  |        |        |
|  |                    |                                            | Regis Prograis                     |  |            |            |  |  |        |        |
|  |                    | Josh Taylor                                | Sieger durch Mehrheitsentscheidung |  |            |            |  |  |        |        |
|  | Josh Taylor        | Sieger durch T.K.o. in Runde 7             |                                    |  |            |            |  |  |        |        |
|  | Ryan Martin        |                                            |                                    |  |            |            |  |  |        |        |
|  | Josh Taylor        | Sieger durch einstimmige Punktentscheidung |                                    |  |            |            |  |  |        |        |
|  | Josh Taylor        | Sieger durch einstimmige Punktentscheidung |                                    |  |            |            |  |  |        |        |
|  |                    | Iwan Barantschyk                           |                                    |  |            |            |  |  |        |        |
|  | Iwan Barantschyk   | Sieger durch T.K.o. in Runde 7             |                                    |  |            |            |  |  |        |        |
|  | Iwan Barantschyk   | Sieger durch T.K.o. in Runde 7             |                                    |  |            |            |  |  |        |        |
|  | Anthony Yigit      |                                            |                                    |  |            |            |  |  |        |        |

| Viertelfinals                       | Viertelfinals    | Viertelfinals                                    | Viertelfinals    |
| Kampf                               | Datum            | Ort                                              | Sieger           |
| ----------------------------------- | ---------------- | ------------------------------------------------ | ---------------- |
| Kiryl Relich vs. Eduard Trojanowski | 7. Oktober 2018  | Yokohama Arena, Yokohama, Japan                  | Kiryl Relich     |
| Iwan Barantschyk vs. Anthony Yigit  | 27. Oktober 2018 | Lakefront Arena, New Orleans, Vereinigte Staaten | Iwan Barantschyk |
| Regis Prograis vs. Terry Flanagan   | 27. Oktober 2018 | Lakefront Arena, New Orleans, Vereinigte Staaten | Regis Prograis   |
| Josh Taylor vs. Ryan Martin         | 3. November 2018 | The SSE Hydro, Glasgow, Vereinigtes Königreich   | Josh Taylor      |

### Teilnehmer im Bantamgewicht
| Teilnehmer         | Kampfbilanz                                                           | Weltmeistertitel |
| ------------------ | --------------------------------------------------------------------- | ---------------- |
| Zolani Tete        | 30 Kämpfe, 27 Siege (21 K.-o.-Siege), 0 Unentschieden, 3 Niederlagen, | WBO              |
| Ryan Burnett       | 19 Kämpfe, 19 Siege (9 K.-o.-Siege), 0 Unentschieden, 0 Niederlagen   | WBA (super)      |
| Emmanuel Rodríguez | 22 Kämpfe, 21 Siege (7 K.-o.-Siege), 0 Unentschieden, 0 Niederlagen   | IBF              |
| Naoya Inoue        | 16 Kämpfe, 16 Siege, (14 K.-o.-Siege), 0 Unentschieden, 0 Niederlagen | WBA (regulär)    |
| Jason Moloney      | 17 Kämpfe, 17 Siege (14 K.-o.-Siege), 0 Unentschieden, 0 Niederlagen  |                  |
| Nonito Donaire     | 43 Kämpfe, 38 Siege (24 K.-o.-Siege), 5 Unentschieden, 0 Niederlagen  |                  |
| Juan Carlos Payano | 21 Kämpfe, 20 Siege (9 K.-o.-Siege), 0 Unentschieden, 1 Niederlagen   |                  |
| Michail Alojan     | 4 Kämpfe, 4 Siege (0 K.-o.-Siege), 0 Unentschieden, 0 Niederlagen     |                  |

### Kampfpaarungen im Bantamgewicht und Details der Kämpfe
|  | Viertelfinale      | Viertelfinale                              |                                            |                               | Halbfinale | Halbfinale |  |  | Finale | Finale |
|  |                    |                                            |                                            |                               |            |            |  |  |        |        |
|  | Ryan Burnett       |                                            |                                            |                               |            |            |  |  |        |        |
|  | Nonito Donaire     | Sieger durch T.K.o. in Runde 4             |                                            |                               |            |            |  |  |        |        |
|  | Nonito Donaire     | Sieger durch T.K.o. in Runde 4             | Nonito Donaire                             | Sieger durch K. o. in Runde 6 |            |            |  |  |        |        |
|  |                    |                                            | Nonito Donaire                             | Sieger durch K. o. in Runde 6 |            |            |  |  |        |        |
|  |                    | Stephon Young                              |                                            |                               |            |            |  |  |        |        |
|  | Zolani Tete        | Sieger durch einstimmige Punktentscheidung |                                            |                               |            |            |  |  |        |        |
|  | Zolani Tete        | Sieger durch einstimmige Punktentscheidung |                                            |                               |            |            |  |  |        |        |
|  | Michail Alojan     |                                            |                                            |                               |            |            |  |  |        |        |
|  |                    |                                            | Nonito Donaire                             |                               |            |            |  |  |        |        |
|  |                    | Naoya Inoue                                | Sieger durch einstimmige Punktentscheidung |                               |            |            |  |  |        |        |
|  | Naoya Inoue        | Sieger durch K. o. in Runde 1              |                                            |                               |            |            |  |  |        |        |
|  | Juan Carlos Payano |                                            |                                            |                               |            |            |  |  |        |        |
|  | Naoya Inoue        | Sieger durch K. o. in Runde 2              |                                            |                               |            |            |  |  |        |        |
|  | Naoya Inoue        | Sieger durch K. o. in Runde 2              |                                            |                               |            |            |  |  |        |        |
|  |                    | Emmanuel Rodríguez                         |                                            |                               |            |            |  |  |        |        |
|  | Emmanuel Rodríguez | Sieger durch geteilte Punktentscheidung    |                                            |                               |            |            |  |  |        |        |
|  | Emmanuel Rodríguez | Sieger durch geteilte Punktentscheidung    |                                            |                               |            |            |  |  |        |        |
|  | Jason Moloney      |                                            |                                            |                               |            |            |  |  |        |        |

| Viertelfinals                        | Viertelfinals    | Viertelfinals                                  | Viertelfinals      |
| Kampf                                | Datum            | Ort                                            | Sieger             |
| ------------------------------------ | ---------------- | ---------------------------------------------- | ------------------ |
| Naoya Inoue vs. Juan Carlos Payano   | 7. Oktober 2018  | Yokohama Arena, Yokohama, Japan                | Naoya Inoue        |
| Zolani Tete vs. Michail Alojan       | 13. Oktober 2018 | Expo, Jekaterinburg, Russland                  | Zolani Tete        |
| Emmanuel Rodríguez vs. Jason Moloney | 20. Oktober 2018 | CFE Arena, Orlando, Vereinigte Staaten         | Emmanuel Rodríguez |
| Ryan Burnett vs. Nonito Donaire      | 3. November 2018 | The SSE Hydro, Glasgow, Vereinigtes Königreich | Nonito Donaire     |

## Siegerliste
| Oleksandr Ussyk | Cruisergewicht     |
| Callum Smith    | Supermittelgewicht |